# David Schultz (Wrestler)
David Schultz (* 1. Juni 1955 im Madison County, Tennessee) ist ein ehemaliger US-amerikanischer Wrestler. Er trat unter anderem bei Stampede Wrestling, der National Wrestling Alliance (NWA) und der American Wrestling Association an. Bekanntheit erlangte er jedoch vor allem während seiner Zeit in der damaligen WWF durch einen Angriff auf den Reporter John Stossel während eines Interviews.

## Wrestling-Karriere

### Anfänge
Schultz wurde von Herb Welch trainiert und begann Mitte der 1970er Jahre mit dem Wrestling bei der NWA, wo er zuerst mit Roger Kirby in einem Tag Team antrat.
Während er in Kanada antrat, konnte er am 9. August 1977 die Canadian Heavyweight Championship in einem Kampf gegen Terry Sawyer gewinnen. Kurz darauf verlor er den Titel wieder an Sawyer, jedoch einige Tage später, am 13. August 1977, konnte Schultz ihn zurückgewinnen und behielt den Titel, bis dieser gegen Jahresende eingestellt wurde.
1979 konnte Schultz in einem Match gegen Ron Slinker die NWA Southeastern Heavyweight Championship gewinnen. Im selben Jahr gewann er mit seinem Tag Team-Partner Dennis Condrey die NWA Southeast Tag Team Championship, welche das Team bis Februar 1980 hielt.

### AGPW
Nach seiner Zeit bei der NWA trat Schultz unter dem Ringnamen David Von Schultz bei Atlantic Grand Prix Wrestling (AGPW) an. Am 26. Juni 1980 wurde er der erste AGPW US Heavyweight Champion. Er konnte den Titel gegen einige Veteranen verteidigen, verlor ihn jedoch in seinen letzten Wochen in der Organisation.

### Stampede Wrestling
Während den folgenden Jahren begann Schultz für die von Stu Hart gegründete Liga Stampede Wrestling anzutreten. 1981 fehdete er mit Leo Burke und Katsuji Adachi um die Stampede Wrestling North American Heavyweight Championship. Er trat auch für kurze Zeit in einem Tag Team zusammen mit dem Honky Tonk Man an, welcher sich jedoch in einer Storyline kurzerhand gegen Schultz wendete. Die daraus entstandene Fehde wurde 1983 in einem Steel Cage Match in Vancouver beendet, aus dem David Schultz siegreich hervorging.

### WWF
1984 wurde Vince McMahon, der Eigentümer der Wrestling-Organisation WWF auf Schultz aufmerksam. Schultz wurde zusammen mit seinem Tag Team-Partner Randy Savage und dessen Bruder Lanny Poffo einer der ersten bekannten Regionalwrestlern, die von McMahon unter Vertrag genommen wurden. Er wurde innerhalb kurzer Zeit zu einem „Heel“ an der Spitze der Organisation und fehdete zusammen mit Roddy Piper, Bob Orton und Paul Orndorff gegen Jimmy Snuka. Zu seinen Gegnern in dieser Zeit zählen unter anderem auch Rocky Johnson und Bobo Brazil. Am 17. Juni 1984 trat er auch gegen Hulk Hogan um die WWF World Heavyweight Championship an, ging jedoch als Verlierer hervor.

### Angriff auf John Stossel
Während eines Interviews mit John Stossel am 28. Dezember 1984 stellte dieser ihm eine, laut eigener Aussage, „Standardfrage“, in welcher Stossel behauptete, Wrestling sei „fake“ bzw. geschauspielert. Daraufhin antwortete Schultz mit zwei Ohrfeigen gegen Stossel, wobei er bei beiden zu Boden ging. Die Medien wurden schnell auf den Vorfall aufmerksam und er führte unter anderem auch zu juristischen Folgen. Obwohl Schultz wiederholt erwähnte, dass Offizielle der WWE Antrieb für diese Aktion waren, wurde Schultz entlassen. Es wird jedoch geglaubt, dass Schultz nicht wegen des Vorfalls entlassen wurde, sondern eher weil er Mr. T zu einem Backstage-Kampf herausgefordert hatte.
Nach dem Vorfall mit Stossel war er noch einige Zeit in Japan und Kanada als Wrestler aktiv, ging jedoch kurz darauf in den Ruhestand vom Professional Wrestling.

## Wrestling-Erfolge
- Atlantic Grand Prix Wrestling
  - AGPW United States Heavyweight Championship (1×)[13]
- Cauliflower Alley Club
  - Men’s Wrestling Award (2019)[14]
- Eastern Sports Association
  - NWA Canadian Heavyweight Championship (Halifax Version) (2×)[15]
- Lutte Internationale
  - Canadian International Heavyweight Championship[16]
- NWA Mid-America
  - NWA Southern Tag Team Championship (1×) – mit Dennis Condrey[17]
  - NWA Mid-America Tag Team Championship (1×) – mit Bill Ash[18]
  - NWA Six-Man Tag Team Championship (1×) – mit Great Togo und Tojo Yamamoto[19]
- Southeastern Championship Wrestling
  - NWA Southeastern Heavyweight Championship (Norddivision) (1×)[20]
  - NWA Southeastern Heavyweight Championship (Süddivison) (1×)[21]
  - NWA Southeastern Tag Team Championship (1×) – mit Dennis Condrey[22]
- Northeast Championship Wrestling
  - NCW Heavyweight Championship (1×)
- Stampede Wrestling
  - Stampede North American Heavyweight Championship (3×)[23]
  - Stampede Wrestling Hall of Fame[24]
- Universal Wrestling Alliance
  - UWA Heavyweight Championship (1×)

## Bibliografie
- Don’t Call Me Fake: The Real Story of „Dr. D“ David Schultz